# Lake Tepondinna
Der Lake Tepondinna ist ein See im Nordosten des australischen Bundesstaates South Australia. 
Der See liegt am Unterlauf des Cooper Creek in der Strzelecki-Wüste.